# 四川龙胆
四川龙胆（学名：Gentiana sutchuenensis）为龙胆科龙胆属的植物，为中国的特有植物。分布在中国大陆的四川、云南等地，生长于海拔2,700米至3,350米的地区，多生于草坡及石灰岩岩隙，目前尚未由人工引种栽培。